# سیارک ۱۰۳۰۱
سیارک ۱۰۳۰۱ (به انگلیسی: 10301 Kataoka، نامگذاری:1989FH) ده هزار و سیصد و یکمین سیارک کشف شده‌است که در ۳۰ مارس ۱۹۸۹ کشف شد.
قدر مطلق سیارک برابر ۱۴٫۷۰ است.